# 布蘭查德 (特拉華州)
布蘭查德（英語：Blanchard）是位於美國特拉華州蘇塞克斯縣的一個非建制地區。該地的面積和人口皆未知。

## 地理
布蘭查德的座標為38°49′14″N 75°39′08″W / 38.82056°N 75.65222°W，而該地的平均海拔高度為16米（即52英尺）。